# Lärm und Wut
Lärm und Wut ist ein französisches Jugend- und Sozialdrama von Jean-Claude Brisseau aus dem Jahr 1988.

## Handlung
Der ruhige 13-jährige Bruno kehrt nach dem Tod der Großmutter, bei der er gelebt hat, zu seiner Mutter zurück. Sie wohnt in einem tristen HLM-Wohnblock in Bagnolet – für Bruno ist sie nicht anwesend, da sie stets arbeitet, hinterlässt ihrem Sohn aber stets Zettel, mit denen sie ihn an die wichtigsten Dinge des Tages erinnert. Brunos einziger Freund ist sein Kanarienvogel, den er Supermann getauft hat und der sich in seiner Fantasie immer wieder in eine wunderschöne Frau verwandelt, die Bruno mal sexuell verführen will und mal leitet.
Bruno ist ein unterdurchschnittlicher Schüler, weswegen er an seinem neuen Collège zunächst der experimentellen 7. Klasse zugewiesen wird, die von einer jungen Lehrerin geleitet wird. In der Klasse trifft er Jean-Roger, der im selben Wohnblock wie er lebt und keinerlei Regeln in seinem Leben kennt oder akzeptiert. Bruno und Jean-Roger freunden sich an, was Jean-Roger zu immer heftigeren Mutproben veranlasst, so stiehlt er für sich und Bruno Mofas und zündet heimlich die Kleidung von Parkbesuchern an. Als er jedoch einen Hund quält, greift Bruno ihn an und Jean-Roger lässt das Tier am Leben. In der Schule wird Jean-Roger der Lehrerin gegenüber handgreiflich, springt aus dem Fenster und wandert unter dem Jubel der Mitschüler auf den Dächern der Schule umher, bis er gefasst wird. Nachdem auch die Sozialarbeiterin der Schule nichts bei der Familie erreichen kann – sie wird von Jean-Rogers Vater Marcel mit einem Gewehr bedroht und aus der Wohnung geworfen – wird Jean-Roger für eine Woche von der Schule verwiesen. Die Lehrerin nutzt die Zeit, um Bruno zu fördern: Nach den regulären Schulstunden erhält er die Möglichkeit, Wissenslücken zu schließen, übt mit ihr Lesen und erhält Tanzstunden.
In Jean-Rogers Familie ändern sich Dinge. Jean-Roger driftet immer mehr ins Brutal-Verrückte ab. Sein älterer Bruder Thierry hingegen beschließt, sich mithilfe seiner neuen Freundin von der Familie zu lösen und auszuziehen. Während der Vater, der ein Veteran des Algerienkriegs und waffenvernarrt ist, Thierry gehen lassen will, ist Jean-Roger wutentbrannt. Er besorgt sich eine Pistole und beginnt mit Schießübungen. Er wird Teil der Gang um Anführerin Mina und hat kein Problem damit, Mitglieder der rivalisierenden Gang zu töten. Seine Zeit verbringt er mit gewalttätigen oder pornografischen Filmen. Zudem entwickelt er einen Hass gegen seine Lehrerin, deren Stunden mit Bruno dazu führen, dass dieser seine Freizeit nicht mehr mit Jean-Roger verbringen will.
Jean-Rogers Vater beschäftigt Jugendliche, die für ihn krumme Dinger drehen. Bei einer Auszahlung der Kriminellen wenden die sich gegen ihn und versuchen, seine Tochter zu vergewaltigen. Marcel bringt beide Jugendliche um und Jean-Roger hilft bei der Beseitigung der Leichen. Wenig später soll Jean-Roger im Rahmen einer Mutprobe eine Frau vergewaltigen, die Minas Gang entführt hat. Er jedoch entscheidet sich für die Vergewaltigung von Thierrys Freundin. Die Gang bringt Thierrys Freundin in ihre Gewalt und Jean-Roger vergewaltigt sie. Als Thierry dazwischengeht, wird er von der Gang niedergeschlagen. Jean-Roger will Thierry eine Lektion erteilen. Abends versammelt sich die Gang mit dem ohnmächtigen Thierry im Park, um diesen auf einem großen Scheiterhaufen bei lebendigem Leib zu verbrennen. Es ist Marcel, der in letzter Sekunde erscheint und einen Teil der Gang mit einem Gewehr erschießt. Als er Jean-Roger stellen will, wird er von diesem angeschossen. Die Gang erhängt Marcel. Bruno sucht unterdessen seinen Kanarienvogel, der aus dem offenen Fenster der Wohnung geflogen ist. Der Vogel landet auf der Schulter des gehenkten Marcel, wo er von Jean-Roger erschossen wird. Jean-Roger legt sich schlafen, die Pistole an seiner Seite. Bruno erscheint, von der Erscheinung geleitet, im Park und findet den toten Kanarienvogel. Die Erscheinung reicht ihm Jean-Rogers Pistole und verspricht ihm, dass er seinen Vogel und auch seine Großmutter wiedersehen werde. Bruno erschießt sich und Jean-Roger findet wenig später seinen Freund tot vor.
Einige Zeit danach erhält die Lehrerin einen Brief von Jean-Roger aus dem Gefängnis in Fleury-Mérogis. Er berichtet, dass er an dem Abend Bruno mit einer Frau gesehen habe; der Vogel, den er kurz zuvor erschossen hatte, saß lebendig auf Brunos Schulter. Jean-Roger gesteht, dass er an dem Abend zu viel Alkohol getrunken hatte. Er entschuldigt sich bei der Lehrerin für alles, was er ihr angetan hat.

## Produktion

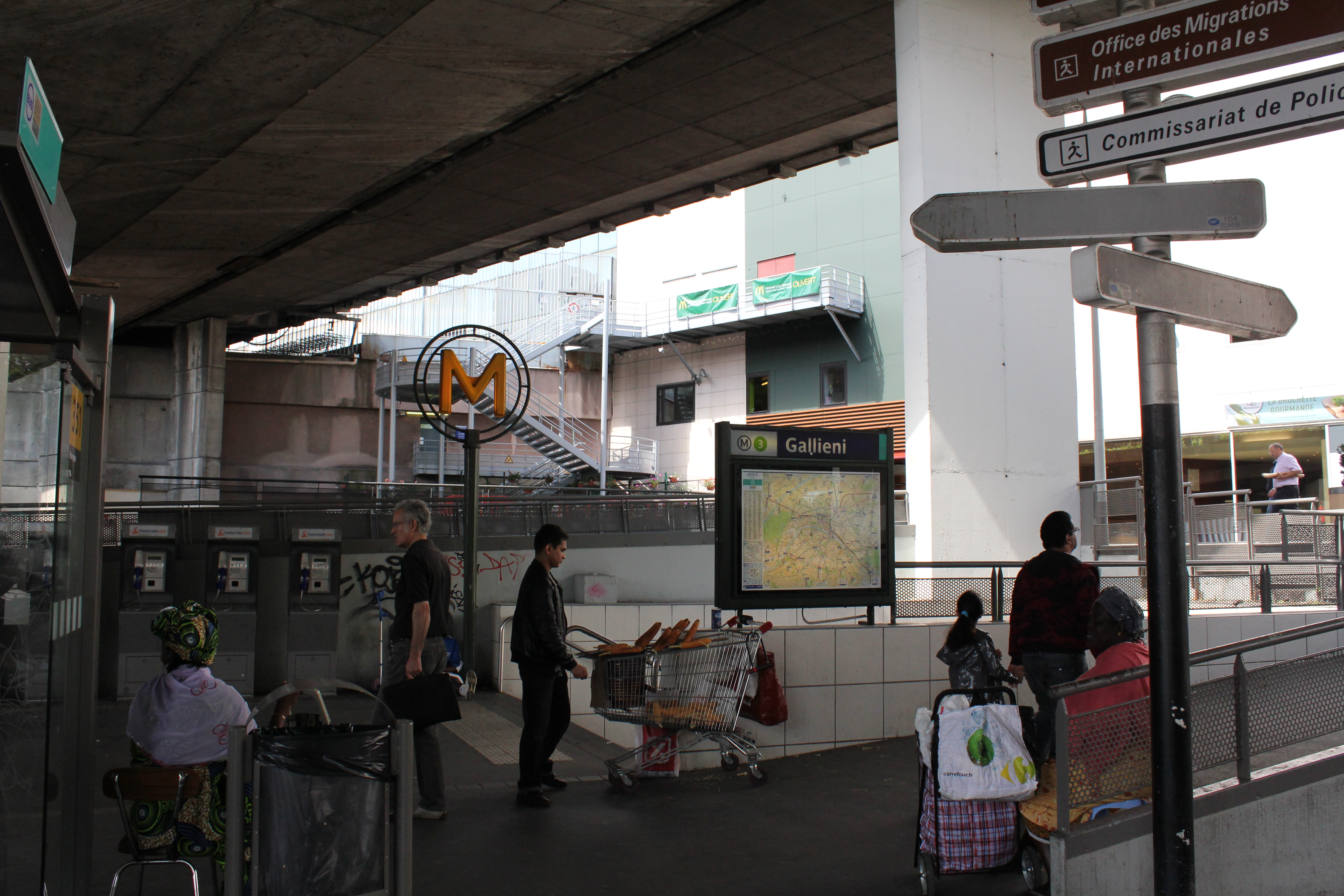
Métrostration Gallieni, ein Drehort des Films

Lärm und Wut war nach La croisée des chemins, Médiumnité und Grausames Spiel der vierte Langfilm, bei dem Jean-Claude Brisseau Regie führte. Er verarbeitete in dem Jugenddrama seine eigenen Erfahrungen als Realschullehrer in Clichy, Bagnolet und Aubervilliers. Beeinflusst wurde der Film zudem von Werken wie Luis Buñuels Die Vergessenen. Vom fertigen Drehbuch bis zur Realisierung des Films vergingen fast zehn Jahre, da der Filmstoff als „zu schwierig, zu niederschmetternd und zu unrealistisch“ galt.
Der Film wurde vor allem in Aubervilliers, Bagnolet und Montreuil gedreht. Zu sehen sind unter anderem die Cité de la Noue in Bagnolet, wo Bruno wohnt, der Parc Jean-Moulin – Les Guilands in Montreuil, in dem die Finalszenen gedreht wurden, sowie die Métrostation Gallieni in Bagnolet, in der die Anfangsszenen mit Bruno entstanden. Die Szenen um die Aussprache von Vater Marcel mit seinem Sohn Thierry wurden auf der Rue Gabrielle (Höhe Hausnummer 1) in Paris sowie am nahegelegenen Funiculaire de Montmartre, damals kurz vor der Renovierung stehend, gedreht. Die Kostüme und die Filmbauten schuf Brisseaus Ehefrau María Luisa García, die auch den Schnitt mitverantwortete und im Film unter dem Künstlernamen Lisa Hérédia als Darstellerin zu sehen ist.
Der Titel Lärm und Wut, Original De bruit et de fureur, englischsprachiger Titel Sound and Fury geht auf Akt 5, Szene 5, aus William Shakespeares Macbeth zurück, in dem Macbeth sagt: „it is a tale / Told by an idiot, full of sound and fury, / Signifying nothing.“ – „ein Märchen ist’s, erzählt / Von einem Dummkopf, voller Klang und Wut, / Das nichts bedeutet.“ Dem Film vorangestellt ist ein Macbeth-Zitat aus Akt 3, Szene 4, in der Macbeth sagt: „Blut ward auch sonst vergossen, schon vor Alters, / Eh menschlich Recht den frommen Staat verklärte“.
Lärm und Wut erlebte im Mai 1988 auf den Internationalen Filmfestspielen von Cannes seine Premiere und lief am 1. Juni 1988 in den französischen Kinos an. Aufgrund seiner „ungeschönten Darstellung von Jugendgewalt“ sollte der Film dabei zunächst ab 18 Jahren zugelassen werden, was für Proteste sorgte; zum Kinostart wurde der Film schließlich ab 16 Jahren freigegeben. Lärm und Wut kam am 18. Mai 1989 auch in die bundesdeutschen Kinos. Der Film wurde am 1. Oktober 1990 auf Video veröffentlicht und lief am 18. Februar 2011 in der ARD erstmals im deutschen Fernsehen.

## Synchronisation
| Rolle        | Darsteller       | Synchronsprecher   |
| ------------ | ---------------- | ------------------ |
| Vater Marcel | Bruno Cremer     | Klaus Sonnenschein |
| Lehrerin     | Fabienne Babe    | Heidi Treutler     |
| Schulleiter  | Antoine Fontaine | Reinhard Glemnitz  |

## Auszeichnungen
Auf den Internationalen Filmfestspielen von Cannes gewann Lärm und Wut 1988 den Spezialpreis der Jugendjury. François Négret wurde beim César 1989 für den César als Bester Nachwuchsdarsteller nominiert.

## Kritik
Der Filmdienst urteilte, der Film bringe sich durch „dramatische Überspitzungen und kitschige Poesie und Symbolik […] um einen Teil seiner Wirkung“.